# Le Survenant (film, 2005)
Pour les articles homonymes, voir Le Survenant.
Pour plus de détails, voir Fiche technique et Distribution.
Le Survenant est un film québécois réalisé en 2005 par Érik Canuel et mettant en vedette Jean-Nicolas Verreault, Anick Lemay et Gilles Renaud. Le scénario est écrit en se basant sur le roman de Germaine Guèvremont.

## Synopsis
Pendant les années 1910, un homme se propose comme travailleur auprès d'un agriculteur. Ce dernier demeure dans un hameau au Québec (soit au Chenal du moine près de Sorel), endroit où les traditions sont fortement ancrées parmi les habitants : gagner sa vie en s'occupant de sa terre et aller aux offices de l'église. Cet homme d'origine mystérieuse, surnommé « Survenant » ou « Venant », est un grand conteur qui a beaucoup voyagé et possède un physique avantageux.
L'agriculteur se prend d'affection paternelle pour cet homme travailleur aux talents multiples, alors que plusieurs autres jalousent ce qu'il est. Le Survenant découvre l'amour en la personne d'Angélina, femme qui s'est refusée à plus d'un soupirant, et celle-ci éprouve les mêmes sentiments. Après quelques épreuves, le Survenant sera accepté par les habitants, mais l'affection de l'agriculteur, l'amour d'Angélina et l'acceptation des habitants feront-ils le poids face à son désir de voyager?
Ce film est un remake du film Le Survenant diffusé en 1957. L'exploration des sentiments personnels y est plus prononcée. Par exemple, Angélina souffre d'un handicap à un pied, mais prendra conscience que son corps possède des attraits qu'elle méconnaissait avant de rencontrer le Survenant. Ou encore, l'agriculteur, veuf, est attiré par une femme qui exploite un bar. Il lui fera des avances malgré l'opprobre de ses voisins du hameau.
La durée du film est un clin d'œil à la série télévisée originale. En effet, cette série s'étale sur 138 épisodes et le film dure le même nombre de minutes.

## Fiche technique
Source : IMDb et Films du Québec
- Titre original : Le Survenant
- Réalisation : Érik Canuel
- Scénario : Diane Cailhier, en se basant, entre autres, sur le roman Le Survenant écrit par Germaine Guèvremont
- Musique : Michel Corriveau
- Direction artistique : Normand Sarrazin
- Costumes : Francesca Chamberland
- Maquillage : Claudette Casavant
- Coiffure : Johanne Paiement
- Photographie : Bernard Couture
- Son : Dominique Chartrand, Normand Lapierre, Christian Rivest, Gavin Fernandes (en), Pierre Paquet
- Montage : Jean-François Bergeron
- Illustrations des génériques : Frédéric Back
- Décoration des plateaux : Louis Dandonneau
- Coordinateur des cascades : Jean Frenette
- Production : Claude Veillet et Jacques Bonin
- Société de production : Films Vision 4
- Sociétés de distribution : Les Films Séville, Alliance Atlantis Vivafilm
- Budget : 6,9 millions $ CA
- Pays de production :  Canada
- Langue originale : français
- Format : couleur — 35 mm — format d'image : 2,35:1
- Genre : drame
- Durée : 138 minutes
- Dates de sortie :
  - Canada : 12 avril 2005 (première à la Place des Arts de Montréal)
  - Canada : 22 avril 2005 (sortie en salle au Québec)

## Distribution
- Jean-Nicolas Verreault : Le Survenant
- Anick Lemay : Angélina Desmarais
- Gilles Renaud : Didace Beauchemin
- François Chénier : Amable Beauchemin
- Catherine Trudeau : Alphonsine Beauchemin (Phonsine)
- Germain Houde : David Desmarais
- Pierre Collin : Pierre-Côme Provençal
- Pierrette Robitaille : Laure Provençal
- Patrice Robitaille : Odilon Provençal
- Hugolin Chevrette : Joinville Provençal
- Vincent-Guillaume Otis : Vincent Provençal
- Marie-France Monette : Lisabel Provençal
- Stéphanie C. Blais : Catherine Provençal
- Nicolas Canuel : Beau-Blanc De-Froi
- Gaston Caron : Jacob Salvail
- Marie-Lyse Laberge-Forest : Bernadette Salvail
- Dominique Pétin : L'Acayenne
- Jean-François Boudreau : Gérard de Maska
- Frédéric Desager : Paulo Marin
- Christopher Heyerdahl : Mike l'Irlandais
- Sandrine Bisson : Yéniche
- Amélie Grenier : Roberte
- Richard Barrette : Père De-Froi
- Jeffrey Longpré : Isidore
- Julie Caron : mère d'Isidore
- Béatrice Picard : mère d'Angélina (photo)